# Janthinea
Janthinea là một chi bướm đêm thuộc họ Noctuidae.

## Loài
- Janthinea divalis Staudinger, 1891
- Janthinea friwaldszkii (Duponchel, 1835)